# اورمان‌دیبی (یوسف‌علی)
اورمان‌دیبی (به ترکی استانبولی: Ormandibi، به ارمنی: Քարվանի) یک منطقهٔ مسکونی در ترکیه است که در یوسف‌علی واقع شده‌است. اورمان‌دیبی ۱۲۱ نفر جمعیت دارد.